# Prameny Pšovky
Prameny Pšovky jsou přírodní památka v sousedství vesnice Tubož v jižní části okrese Česká Lípa na území chráněné krajinné oblasti Kokořínsko – Máchův kraj. Předmětem ochrany je soubor mokřadů s výskytem vzácných bezobratlých živočichů.

## Historie
Přírodní památku vyhlásila Správa CHKO Kokořínsko s účinností od 11. dubna 1995. Spravuje ji Agentura ochrany přírody a krajiny ČR – RP SCHKO Kokořínsko – Máchův kraj.

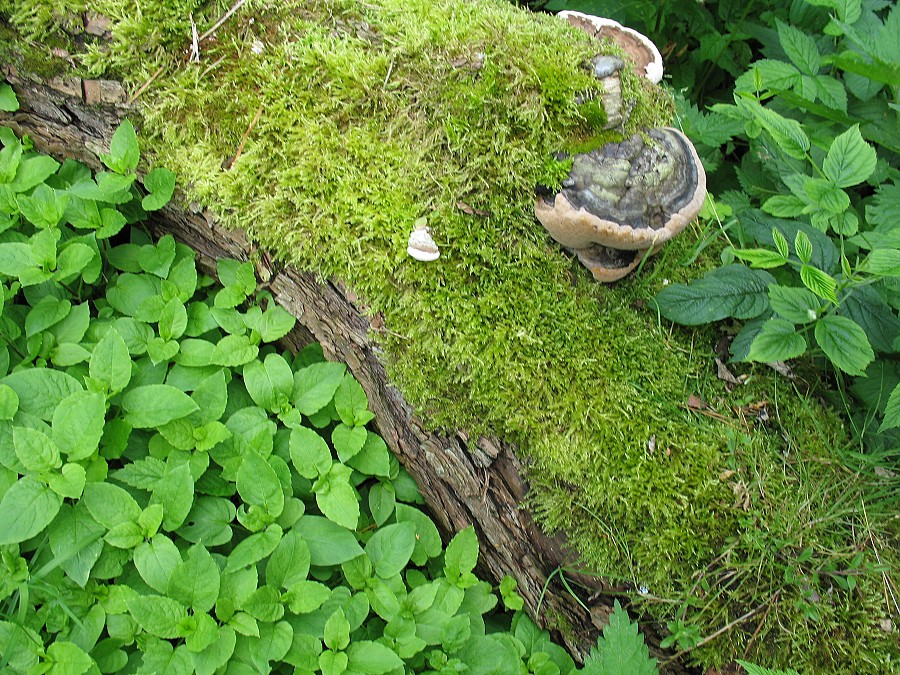
Vegetace v chráněném území na kraji Tubože

Prameny Pšovky byly společně s Mokřady horní Liběchovky, Mokřady dolní Liběchovky a Osinalickými bučinami zapsány na seznam světově významných mokřadů Ramsarské úmluvy pod názvem Mokřady Liběchovky a Pšovky. Přírodní památka Prameny Pšovky je součástí evropsky významné lokality Kokořínsko. Tato lokalita má celkovou rozlohu 9 679,8 hektarů a rozkládá se ve Středočeském kraji v okresech Mělník a Mladá Boleslav), v Libereckém kraji (v okrese Česká Lípa) a v Ústeckém kraji (v okrese Litoměřice).

## Přírodní poměry
Chráněné území s rozlohou 8,56 hektarů se nachází v nadmořské výšce 275–280 metrů. Na mokřadech a loukách u Tubože, v Houseckém a Konrádovském dole, v katastrálních územích Tubož, Houska a Blatce se vyskytuje, kromě řady běžných druhů rostlin a živočichů, také mnoho druhů ohrožených. Patří mezi ně např. bradáček vejčitý, prstnatec májový, rdest alpský, oblovka velká, vrkoč bažinný a mlok skvrnitý.

## Přístup
K mokřadům se lze dobře dostat po silnici II/259 spojující městečka Dubá a Mšeno. Chráněné území se nachází u odbočky místní komunikace směrem k Housce poblíž bývalého tubožského mlýna. Kolem lokality vedou cyklotrasy č. 0003 a 211, pro pěší turisty zde trasa vyznačená není. Nejblíže k chráněné lokalitě je autobusová zastávka Blatce, Tubož, rybník, avšak zajíždí sem z Dubé pouze jediný autobusový spoj, a to jen v pracovní dny.